# 3-cm-Flakzwilling 303
Die 3-cm-Zwillingsflak 303 „Brünn“ war eine Flugabwehrkanone der Kriegsmarine im Zweiten Weltkrieg.

## Entwicklung
Die Historie der 3-cm-Zwillingsflak 303 geht auf die Bordwaffe MG 301 der Firma Krieghoff zurück. Die MK 303 ist in der Mechanik eine vergrößerte Version des MG 301. Krieghoff war kein Spezialist für Flugabwehrwaffen und es gab im Jahr 1941 diverse Probleme in der Entwicklung dieser Waffe, die letztlich zum Abbruch des Projektes im Jahr 1942 bei dieser Firma führten. Das Projekt wurde schließlich an Škoda übergeben.
Mit den zunehmenden Verlusten der deutschen U-Boot-Waffe ab 1942 drängte Hitler darauf, den U-Booten eine leistungsfähigere Flak-Bewaffnung zu geben. Hitler wollte eine 3,7-cm-Zwillingsflak und in den Gesprächen mit Speer wird schließlich die 3-cm-Flakzwilling von Škoda erwähnt, die zu diesem Zeitpunkt nicht in der weiteren Entwicklung war. Im September 1943 forderte Hitler nochmalig mit Hochdruck die Entwicklung der „3,7-cm-Flak“ in schmaler Bauweise.
Für sein Projekt Kampfpanzer Maus sah Hitler angesichts der Masse und der niedrigen Geschwindigkeit des Fahrzeugs und der steigenden Bedrohung aus der Luft das Erfordernis eines mobilen Flakschutzes. Es wurde überlegt, die 3-cm-Zwillingsflak 303 als Bewaffnung eines Flakpanzers zur Begleitung des PzKpfw Maus einzusetzen. Doch nachdem die Entwicklung zuvor eingestellt worden war, und deutlich mehr Arbeit am Entwurf erforderlich war, man jedoch umgehend Flakpanzer benötigte, bekamen die verfügbaren Geschütze, 3,7-cm-Flak 43 und 2-cm-Flak-Vierling 38, beim Flakpanzer IV den Vorzug.
Auch war das Ziel des Projektes, einen Flakpanzer mit geschlossenem kugelförmigen Turm zu schaffen, der die Bedienmannschaft schützen sollte. Dies war jedoch bei der Flak 303 schon aufgrund der Größe der Waffe nicht realisierbar. Deshalb wurde letztlich eine Bordwaffe, die für Flugzeuge entwickelt worden war, die 3-cm-MK 103, für den Flakpanzer IV Kugelblitz verwendet. Seitens der Panzertruppe war jedoch eine 3,7-cm-Zwillingflak auf Panther-Fahrgestell gefordert worden.
Die Dokumentation zur Waffe und die Belege sind nicht sehr umfassend erhalten. Jedoch hat man bei Škoda die Entwicklung der Zwillingsflak weiter vorangebracht und letztlich wurden in den letzten Kriegsmonaten 222 Geschütze hergestellt.

## Einsatz
Die gebauten Geschütze wurden als leichte Flak auf den U-Booten der Klasse XXI verbaut. Des Weiteren waren sie bei den Entwürfen für das Flottentorpedoboot 1944 und den Zerstörer 1945 eingeplant.
Inwiefern eine Auslieferung an Einheiten jenseits der Kriegsmarine erfolgte, kann derzeit nicht belegt werden.

## Nach dem Zweiten Weltkrieg

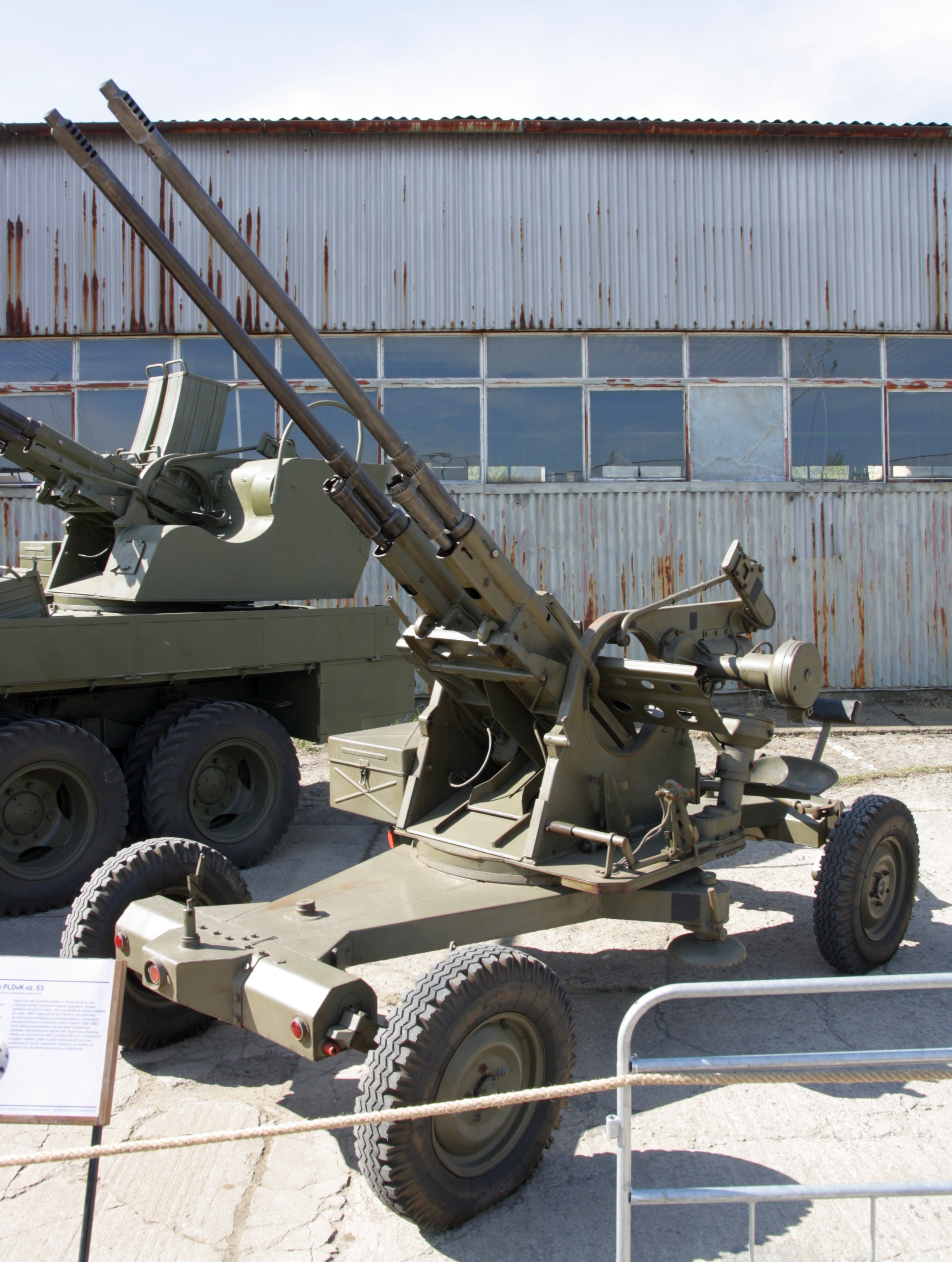
Nachkriegs PLDvK vz. 53 der tschechoslowakischen Streitkräfte

In den 1950er-Jahren, wurde die Flak 303 in der Tschechoslowakei zu der Waffe PLDvK vz. 53/59 weiterentwickelt, der Patronenrahmen wurde hierbei durch ein 10-Schuss-Magazin ersetzt. Die Waffe wurde auch auf einer Selbstfahrlafette eingesetzt, dem Praga PLDvK vz. 53/59.